# Mussaenda conopharyngiifolia
Mussaenda conopharyngiifolia är en måreväxtart som beskrevs av Otto Stapf. Mussaenda conopharyngiifolia ingår i släktet Mussaenda och familjen måreväxter. Inga underarter finns listade i Catalogue of Life.